# Georges Pontier
Georges Paul Pontier (ur. 1 maja 1943 w Lavaur) – francuski duchowny katolicki, arcybiskup Marsylii w latach 2006-2019, administrator apostolski sede vacante archidiecezji awiniońskiej w 2021 i archidiecezji paryskiej w latach 2021–2022.

## Życiorys

### Młodość i prezbiterat
Po zdobyciu tytułu magistra w dziedzinie literatury współczesnej na Uniwersytecie w Tuluzie, uczył się w niższym seminarium, a następnie w wyższym seminarium duchownym w Albi. Studia teologiczne uzupełnił na Uniwersytecie Gregoriańskim (1964–1966). Święcenia kapłańskie otrzymał 3 lipca 1966 z rąk biskupa Claude Marie Dupuy z archidiecezji Albi. Pełnił funkcje m.in. wykładowcy i wychowawcy pierwszego rocznika niższego seminarium w Albi, a także wikariusza, a następnie proboszcza parafii archikatedralnej w tymże mieście.   

### Episkopat
2 lutego 1988 został mianowany biskupem ordynariuszem diecezji Digne. Sakry biskupiej udzielił mu kardynał Robert Coffy.
5 sierpnia 1996 został mianowany biskupem ordynariuszem diecezji La Rochelle.
12 maja 2006 papież Benedykt XVI mianował go arcybiskupem Marsylii. Zastąpił na tym stanowisku kardynała Bernarda Panafieu, który przeszedł na emeryturę.
W latach 2001–2007 był wiceprzewodniczącym Konferencji Biskupów Francji. 18 kwietnia 2013 został wybrany przewodniczącym Konferencji Episkopatu Francji (funkcję tę pełnił do kwietnia 2019).
8 sierpnia 2019 ustąpił z urzędu ze względu na osiągnięty wiek emerytalny.
11 stycznia 2021 został mianowany administratorem apostolskim sede vacante archidiecezji awiniońskiej, który to urząd sprawował do 11 lipca 2021.
2 grudnia 2021 został mianowany administratorem apostolskim sede vacante archidiecezji paryskiej. Funkcję sprawował do 23 maja 2022 roku.